# Blackfordia manhattensis
Blackfordia manhattensis är en nässeldjursart som beskrevs av Mayer 1910. Blackfordia manhattensis ingår i släktet Blackfordia och familjen Blackfordiidae. Inga underarter finns listade i Catalogue of Life.